# Joachim Ringelnatz
Joachim Ringelnatz (Wurzen, 1883. augusztus 7. – Berlin, 1934. november 17., eredeti nevén Hans Gustav Bötticher) német író, kabarettista és festő, humoros költeményeivel lett híres.

## Pályafutása
Apja Georg Bötticher illusztrátor volt és ifjúsági könyveket írt. A lipcsei állami gimnáziumból eltanácsolták, a magángimnáziumot sem bírta ki végig. 1901-ben otthagyott csapot-papot és matróznak állt. Élményeit később "Was ein Schiffsjungentagebuch erzählt" (Amiről egy hajósinas naplója mesél). Ezután kereskedőnek tanult, volt mindenes egy panzióban, szakmunkástanuló kátránypapírüzemben, utazási irodában alkalmazott. 1909-ben találkozott Frank Wedekinddel a Simplicissimusban, a müncheni költők törzshelyén. Innentől kezdve itt lépett fel esténként saját verseivel, nem mindig részegen. Ezután vett egy dohányáruboltot, de ezen 9 hónappal később túladott. Ezután idegenvezető lett, később kirakatrendező, majd két gazdag és hóbortos öregúr magánkönyvtárosa.
1911-ben publikált először, ekkor még Hans Bötticher névén "Die Schnupftabakdose" (Tubákosdoboz) illetve "Ein jeder lebt´s" (Mindenki megéli valahogy). 1914-ben bevonult katonának, hadnagy lett és a kieli matrózlázadás idején ő volt az egyetlen tiszt, akivel a matrózok szóba álltak, hogy valóban megpróbált-e közvetíteni, nem ismert. 1919-től nevet változtatott, a német matrózok kabalája a csikóhal volt és ezt nevezték Ringelnatznak, amit költői álnevének választott. 1920-ban jelent meg verseskötete "Seeman Kuttel Daddeldu (A matróz, Kuttel Daddeldu) és Turngedichte (Tornaversek).
A háború utáni Weimari Köztársaság számos színpadán fellépett, de elsősorban a berlini "Schall und Rauch" kabaréban, ugyanakkor az 1920-as berlini telefonkönyvben az egyetlen Ringelnatz mint festőművész volt nyilvántartva. Képeit George Grosz és Otto Dix festményeivel együtt állították ki. Legtöbb festménye a mágikus realizmus és a verizmus jegyében készült, de a háborúban a legtöbb elkallódott vagy megsemmisült. 1928-ban jelent meg "Matrosen" (Matrózok) és Als Mariner im Krieg (Mint tengerész a háborúban) antológiái, majd 1931-ben emlékiratai "Mein Leben vor dem Krieg" (Életem a háború előtt). "Die Flasche" (Az üveg) című matrózballadájának 1932-ben volt az ősbemutatója Lipcsében.
1933-ban a nácik hatalomra kerülése után azonnal megtiltották fellépéseit. Ringelnatz 1934-ben hunyt el gümőkórban.
Összetéveszthetetlenül sajátos hangvételű versei vidámak, sőt kifejezetten bolondosak a szó eredeti értelmében, miszerint az udvari bolondok a középkorban úgy kritizáltak, hogy csak az érthesse meg, aki ehhez elég okos volt.

## Magyarul megjelent művei
- A levegő ördögei. Christian Morgenstern, Joachim Ringelnatz, Peter Hammerschlag velőtlen versei; ford. Győrei Zsolt; Balatonfüred Városért Közalapítvány, Balatonfüred, 2024